# 北コーカサス語族
北コーカサス語族（North Caucasian languages）とは北東コーカサス語族と北西コーカサス語族を括る、提唱中の語族である。
セルゲイ・スタロスティンやSergei Nikolayevなど一部の言語学者は上記2語族は数千年前に共通祖先をもっていたと信じている 。しかし、その成否については議論中である。